# Hahnia tuybaana
Hahnia tuybaana är en spindelart som beskrevs av Alberto Barrion och James A. Litsinger 1995. Hahnia tuybaana ingår i släktet Hahnia och familjen panflöjtsspindlar.
Artens utbredningsområde är Filippinerna. Inga underarter finns listade i Catalogue of Life.